# پیشروآرواره‌ها
پیشروآرواره‌ها (انگلیسی: Probainognathia) اعضای یکی از دو کلاد اصلی زیرراسته هوسگ‌دندانان هستند. کلاد دیگر این زیرراسته سگ‌دندانان‌اند.
ابتدایی‌ترین شکل‌ها از پیشروآرواره‌ها گوشتخوار و حشره‌خوار بودند، اگرچه برخی از گونه‌ها در نهایت صفات گیاهخواری را نیز تکامل دادند. اولین و ابتدایی‌ترین پیشروآرواره، لومکویا، از آفریقای جنوبی است. سه گروه در انتهای تریاس از انقراض جان سالم به در بردند: Tritheledontidae و Tritylodontidae، (که هر دو تا ژوراسیک جان به‌در بردند، دومی شاید حتی تا ژوراسیک) و پستاندارریختان که پستانداران از آن‌ها سرچشمه گرفتند.